# Bulbophyllum galactanthum
Bulbophyllum galactanthum är en orkidéart som beskrevs av Rudolf Schlechter. Bulbophyllum galactanthum ingår i släktet Bulbophyllum och familjen orkidéer. Inga underarter finns listade i Catalogue of Life.